# Асою
Асою́ (исп. Azoyú) — посёлок в Мексике, штат Герреро, административный центр одноимённого муниципалитета. Численность населения, по данным переписи 2010 года, составила 4 211 человек.

## Общие сведения
Поселение было основано в 1486 году тлапанеками, переселявшимися из Тлачинольяна.